# Аліабад (Рудшур)
Аліабад (перс. علي اباد) — село в Ірані, у дегестані Рудшур, у Центральному бахші, шахрестані Зарандіє остану Марказі. За даними перепису 2006 року, його населення становило 0 осіб, що проживали у складі 0 сімей.

## Клімат
Середня річна температура становить 16,65 °C, середня максимальна – 36,10 °C, а середня мінімальна – -6,10 °C. Середня річна кількість опадів – 247 мм.
| Клімат поселення                              | Клімат поселення | Клімат поселення | Клімат поселення | Клімат поселення | Клімат поселення | Клімат поселення | Клімат поселення | Клімат поселення | Клімат поселення | Клімат поселення | Клімат поселення | Клімат поселення | Клімат поселення |
| Показник                                      | Січ.             | Лют.             | Бер.             | Квіт.            | Трав.            | Черв.            | Лип.             | Серп.            | Вер.             | Жовт.            | Лист.            | Груд.            |                  |
| Середній максимум, °C                         | 11,04            | 13,98            | 18,44            | 24,99            | 30,27            | 35,35            | 36,10            | 35,07            | 30,88            | 24,22            | 17,65            | 11,30            |                  |
| Середня температура, °C                       | 2,45             | 5,40             | 9,86             | 16,41            | 21,68            | 26,76            | 29,76            | 28,73            | 24,54            | 17,88            | 11,30            | 4,96             |                  |
| Середній мінімум, °C                          | −6,1             | −3,2             | 1,28             | 7,82             | 13,10            | 18,19            | 23,42            | 22,39            | 18,20            | 11,54            | 4,97             | −1,38            |                  |
| Норма опадів, мм                              | 36               | 35               | 43               | 28               | 20               | 4                | 2                | 1                | 1                | 16               | 25               | 36               |                  |
| Середньомісячна швидкість вітру, м/с          | 1.50             | 2.15             | 2.70             | 3.18             | 2.92             | 2.86             | 2.94             | 2.82             | 2.39             | 2.20             | 1.95             | 1.67             |                  |
| Середньомісячна сонячна радіація, кДж/м²·день | 9168             | 11865            | 14453            | 17996            | 22068            | 25944            | 25642            | 23351            | 19791            | 14603            | 10853            | 8693             |                  |
| --------------------------------------------- | ---------------- | ---------------- | ---------------- | ---------------- | ---------------- | ---------------- | ---------------- | ---------------- | ---------------- | ---------------- | ---------------- | ---------------- | ---------------- |
| Джерело:                                      |                  |                  |                  |                  |                  |                  |                  |                  |                  |                  |                  |                  |                  |